# 417 до н. е.

## Події
- Греція: місто-держава Аргос: державний переворот і встановлення режиму олігархії.